# San Salvatore in Primicerio
San Salvatore in Primicerio, även benämnd San Trifone och Santi Trifone e Camillo, var en kyrkobyggnad i Rom, helgad åt Frälsaren. Kyrkan var belägen i Rione Ponte, i hörnet av dagens Via dei Tre Archi och Vicolo di San Trifone. Kyrkan tillhörde initialt församlingen San Lorenzo in Damaso, men den blev senare en egen församlingskyrka. ”Primicerio” antyder att kyrkan grundades av en primicerius, det vill säga en hög kyrklig dignitär, möjligen ordföranden för det påvliga kansliet.

## Kyrkans historia
Kyrkan konsekrerades år 1113 av Leo Marsicanus (1046–1115), biskop av Ostia. I en förteckning från 1492 benämns kyrkan San Salvatorello på grund av sin lilla skala. I Pius V:s katalog kallas den San Salvatore alla Volpe; Vicolo della Volpe existerar fortfarande i närheten. År 1604 förlänades kyrkan åt Confraternita dei Santi Trifone e Camillo, ett brödraskap hängivet tillbedjan av den heliga Eukaristin. Detta brödraskap hade tidigare innehaft kyrkan San Trifone in Posterula, som kom att rivas 1746. San Salvatore in Primicerio kom därefter att bli känd som Santi Trifone e Camillo och San Trifone a Piazza Fiammetta, ett torg (piazza) som ännu finns kvar.
År 1676 restaurerades kyrkan, då den under en tid hade tillåtits att förfalla. Kyrkan, som hade ett skepp, hade ett högaltare och två sidoaltaren.
Kyrkan San Salvatore in Primicerio revs 1934 för att ge plats åt ett bostadskomplex. Portalen från kyrkan har bevarats och finns vid Vicolo di San Trifone 1. Ovanför ingången står det:
EC(CLESI)A PAR(ROCHIALIS) S(ANCTISSIMI) SALVATORIS PRIMICERII
I Pio Sodalizio dei Picenis säte vid den närbelägna kyrkan San Salvatore in Lauro bevaras en fresk från San Salvatore in Primicerio, Den välsignande Frälsaren, som attribueras till Melozzo da Forlì. Här bevaras även ett flertal gravstenar från den rivna kyrkan.

## Bilder

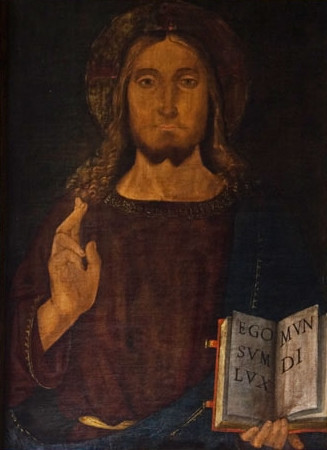
Den välsignande Frälsaren.